# Доукинс, Джимми
Джимми «Быстрые пальцы» Доукинс (англ. Jimmy «Fast Fingers» Dawkins; 24 октября 1936, Чула, Миссисипи, США  — 10 апреля 2013, Чикаго, Иллинойс, США) — американский блюзовый гитарист, вокалист и автор песен. Номинант Blues Music Awards в номинации «Альбом современного блюза» (1982, 1995), «Песня года» (1995),  «Блюзовый гитарист» (1995), «Перевыпущенный альбом» (1999), «Исторический альбом» (2011),  . Обычно рассматривается как представитель вест-сайд ветви чикагского блюза  Сооснователь журнала Living Blues, где вёл регулярную колонку  .

## Биография
Джимми Доукинс родился в Чуле, Миссисипи в 1936 году, и был единственным ребёнком в семье. Научился играть на гитаре самостоятельно ещё в детстве, заказав гитару по каталогу. В 1955 году Доукинс перебрался в Чикаго, где стал работать на заводе по производству тары и начал выступать с гитарой на улицах. Там его заметил Билли Бой Арнольд и вскоре Джимми Доукинс уже выступал в местных блюзовых клубах, переняв стиль Фредди Кинга и заработав репутацию крепкого сессионного музыканта . Он выступал как сайдмен со многими звёздами в мире блюза, в из числе например Коко Тейлор, Кэри Белл, Лютер Эллисон, Слипи Джон Эстес, Эрл Хукер. В 1960-е Джимми Доукинс создал собственную группу.
В 1969 году, благодаря усилиям его друга Мэджика Сэма, на Delmark Records был записан и вышел первый альбом Доукинса Fast Fingers, который завоевал «Grand Prix du Disque», награду за лучший альбом года, вручаемую французской организацией поклонников джаза и блюза Hot Club de France. Это стало первым случаем получения Гран-при блюзовым альбомом в 42-летней истории награды . Директор программы Ann Arbor Blues Festival Джон Фишел в 1969 году писал про альбом и музыканта: «У него есть что-то ещё в стиле и характере, создающее в сознании слушателя картины настроения. Блюз — это словесная музыка, но я, например, привык слушать блюзовые мелодии и только во вторую очередь слова. Джимми Доукинс больше, чем кто-либо другой, кого я знаю, заставил меня слушать слова. Жалобный голос и гитара на Fast Fingers вызывают во мне эмоции, которые невозможно описать на бумаге. Я могу только описать его как человека, у которого душа в таком изобилии, что она выливается в его музыку, его манеры и его личность» . Но этот альбом плохо продавался в США: «Это альбом, который буквально сделал имя Джимми, и его гитара сверкает изобретательными линиями. Дюжина треков, в основном, собственного сочинения, показывают человека, которому есть что сказать, и они заслуживают более широкой аудитории, чем в 1969 году». Название альбома дало и прозвище музыканта «Быстрые пальцы», которое «на самом деле не соответствовало его режущему, искаженному стилю игры на гитаре» . В 1971 году вышел второй альбом All for Business, где спел Эндрю Одом, а партию второй гитары исполнил Отис Раш, и коммерческий успех на внутреннем рынке был уже намного больше. 
В 1970-е Джимми Доукинс много гастролировал как в США, так и в Европе и Японии, и много записывался, так же, как и в начале 1980 годов. Во второй половине 1980-х музыкант создал собственный лейбл Leric Records и в большей степени посвятил себя раскрутке других блюзовых артистов, включая Тэйл Драггер Джонса, Квин Сильвию Эмбри, Литтл Джонни Крисчена и Нору Джин Брузо. Но он продолжал и сам достаточно активно гастролировать и записываться вплоть до своей смерти. Так, аннотация к перевыпущенному в 1996 году альбому 1976 года Blisterstring гласит: «Джимми Доукинс — настоящий оригинал. Единственный в своём роде артист, чей неповторимый стиль игры на гитаре мгновенно узнаваем. Его леденящий душу убийственный тон, его глубокие, сложные, новаторские соло и его интенсивный подход к игре сделали его почитаемым среди коллег и завоевали поклонников по всему миру» .
10 апреля 2013 года Джимми Доукинс умер у себя в доме в Чикаго. Он оставил после себя жену, шестеро детей и множество внуков и правнуков.
Питер Уотрус из The New York Times, описывая его выступление в 1990 году в Нью-Йорке, отметил его интроспективный подход:  «В то время как большинство групп играют для публики, Доукинс играл для себя »
«Джимми Доукинс не суперзвезда блюза, но его колючий, жёсткий стиль игры на гитаре выделил его как ветерана Вест-Сайда, а его интенсивный, искренний вокал давал понять, что его жизнь была в блюзе »
«Его прозвище всегда было чем-то вроде стилистической ошибки: гитара Докинза в стиле Вест-Сайда хлестала и штормила, но редко отжигала с распаляющей скоростью. Блюз Докинза был в основном задумчивым и интроспективным» 
«Практикующий так называемый вестсайдский стиль чикагского блюза, более слайдовый и несколько менее жёсткий, чем стиль Мадди Уотерса и Хаулина Вулфа с юга Чикаго, Доукинз был необычным блюзменом. Как гитарист, он был интенсивным, но не драматичным; как певец, он был экспрессивным, но не кричащим; как исполнитель, он был, по собственному выбору, не слишком шоуменом» .

## Дискография

### Сольные LP
- Fast Fingers (1969), Delmark Records
- All for Business (1971), Delmark Records
- Jimmy Dawkins (1971)
- Tribute to Orange (1971)
- Transatlantic 770 (1972)
- Blisterstring (1976), Delmark Records
- Come Back Baby (1976), Storyville Records
- Hot Wire '81 (1981)
- Jimmy and Hip: Live! (1982)
- Feel the Blues (1985)
- All Blues (1986)
- Chicago on My Mind: Living the Blues (1991), запись 1971, Vogue Records
- Kant Sheck Dees Bluze (1992), Earwig Music Company
- Blues and Pain (1994)[11]
- B Phur Real (1995)
- Me, My Guitar & the Blues (1997)
- Vol. 2: I Want to Know (1999), запись 1975, Storyville Records
- Born in Poverty (1999), записи 1972 и 1974, Black & Blue Records
- American Roots: Blues (2002), сборник, записи 1994–1997
- West Side Guitar Hero (2002)
- Tell Me Baby (2004)

### Коллаборации
- Blues Queen Sylvia & Jimmy Dawkins: Midnight Baby (1983)
- Jimmy Dawkins / Chicago Beau / Blue Ice Bragason: Blues from Iceland (1991)
- Sunnyland Slim & Big Voice Odom: Chicago Blues Festival 1974 with Jimmy Dawkins (2005)